# Universität Helmstedt

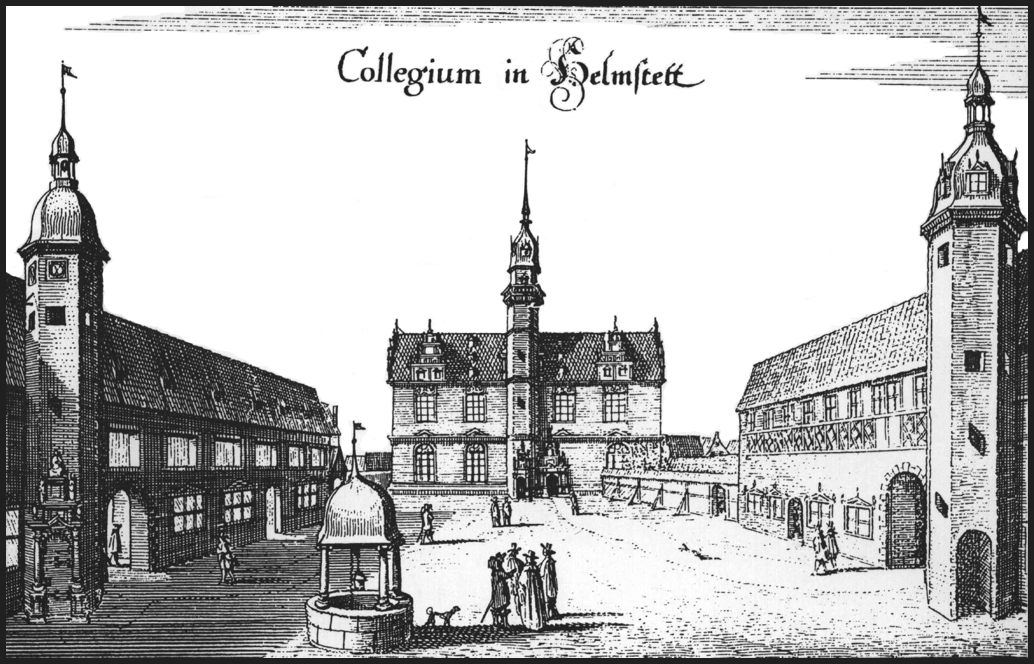
Abbildung der Helmstedter Universitätsgebäude im 17. Jahrhundert; Kupferstich von Matthäus Merian

Die Universität Helmstedt (Academia Julia oder Academia Julia Carolina oder „academia helmstadiensis“) bestand von 1576 bis 1810. Sie ging aus einem Pädagogium Illustre hervor, das 1571 in Gandersheim gegründet und am 6. Juli 1574 nach Helmstedt verlegt worden war.

## Geschichte
Die Academia Julia wurde von Herzog Julius, Fürst von Braunschweig-Wolfenbüttel, in Helmstedt als erste dezidiert protestantische Universität in der Nordhälfte Deutschlands neugegründet und am 15. Oktober 1576 mit einem feierlichen Gottesdienst in der St.-Stephani-Kirche eröffnet. Rektoren wurden aus Tradition immer die Herzöge und Fürsten von Braunschweig-Wolfenbüttel. Den Anfang machte der zwölfjährige Sohn des Gründers, der spätere Herzog Heinrich Julius.
Im Jahre 1592 wurde mit dem Bau des späteren Hauptgebäudes, des Juleums, begonnen. Durch zahlreiche berühmte Persönlichkeiten verbreitete sich der Ruf der neuen Hochschule, so dass sie zu Beginn des Jahres 1625 die drittgrößte Universität des deutschen Sprachraums war. Jährlich wurden zu dieser Zeit im Durchschnitt etwa 500 Studenten aufgenommen. Im selben Jahr führten aber der Dreißigjährige Krieg und der Ausbruch der Pest in Helmstedt zu der Einstellung des Lehrbetriebes bis 1626. Im November 1625 war ein Drittel der Einwohner der Seuche zum Opfer gefallen und 295 Bürgerhäuser standen leer.
Durch die Dominanz der rigoros orthodox-lutherisch ausgerichteten Theologischen Fakultät in Helmstedt begann die Attraktivität der Academia Julia zu sinken. Mit der Errichtung weiterer Hochschulen in Norddeutschland, z. B. der Universität Kiel (1665), besonders aber mit der Gründung der Reformuniversitäten in Halle (1692) und vor allem Göttingen (1734) wandelte sich in der zweiten Hälfte des 18. Jahrhunderts die Universität Helmstedt zu einer reinen Provinz-Universität für die studierende Einwohnerschaft des Herzogtums Braunschweig-Wolfenbüttel. Daran änderte auch ein kurzes Ansteigen der Immatrikulationszahlen im Zuge des Siebenjährigen Krieges nichts. Im Jahre 1795 studierten nur noch 97 junge Männer in Helmstedt.
Von 1704 bis zur Aufhebung 1810 diente die umgebaute Kirche des ehemaligen Augustiner-Eremiten-Klosters am Marktplatz als Collegienkirche der Universität.
Im Winter 1790/1791 führte ein wochenlang andauernder Konflikt zwischen Studenten der Universität und der Handwerkerschaft der Stadt zu den Studentenunruhen an der Universität Helmstedt, die nach einem schweren Tumult im Februar 1791 zu einem Auszug der Studenten in das benachbarte Dorf Harbke führten. Nach dem Einwirken der Regierung des Fürstentums Braunschweig-Wolfenbüttel und Vermittlung des Helmstedter Bürgermeisters Georg Fein zwischen den streitenden Parteien kehrten die Studenten am 2. März 1791 in die Universitätsstadt zurück.
Mit dem Untergang des Alten Reiches 1806/1807 kam Helmstedt unter die Verwaltung des napoleonischen Königreichs Westphalen unter König Jérôme Bonaparte, in dem mit Marburg, Rinteln, Göttingen und Halle weitere Universitäten bestanden. Der Verwaltungsreform im Königreich Westphalen unter Minister Johannes von Müller fielen die Universitäten Rinteln und Helmstedt zum Opfer. Die Academia Julia wurde auf Anordnung König Jérômes vom Dezember 1809 mit Ende des Wintersemesters 1809/1810 im Mai 1810 geschlossen.

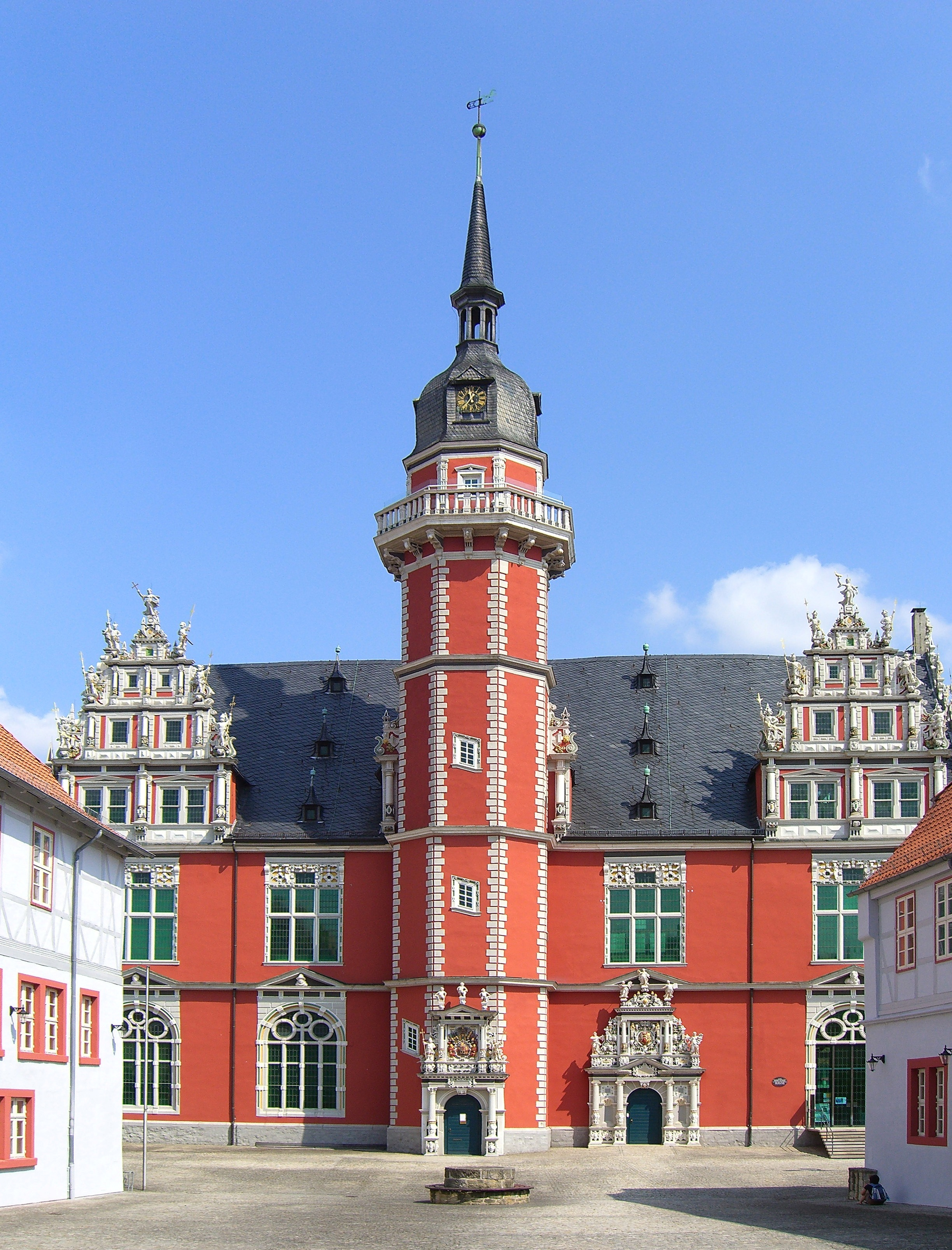
Aulagebäude Juleum Novum
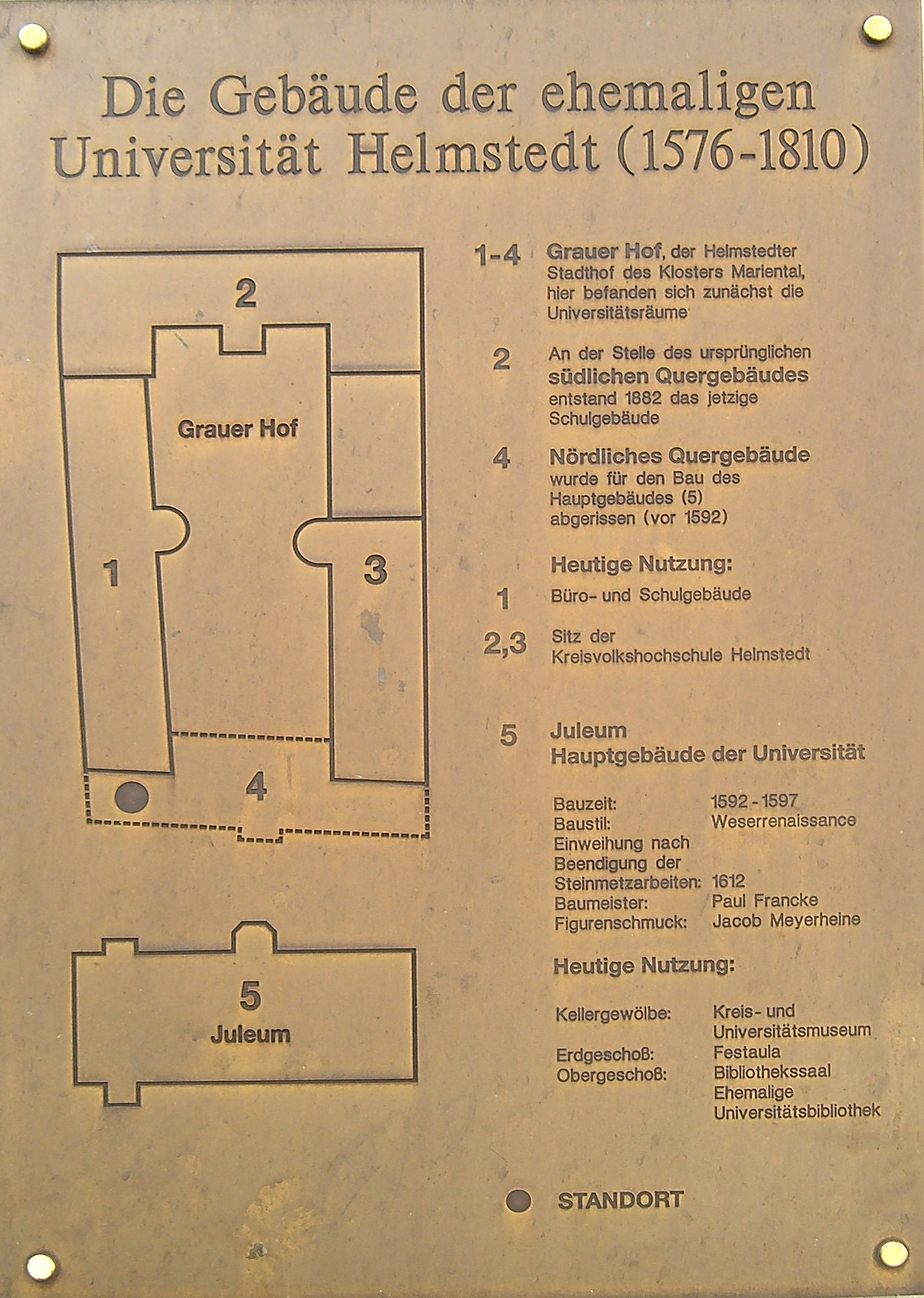
Grundriss der Universitätsbauten
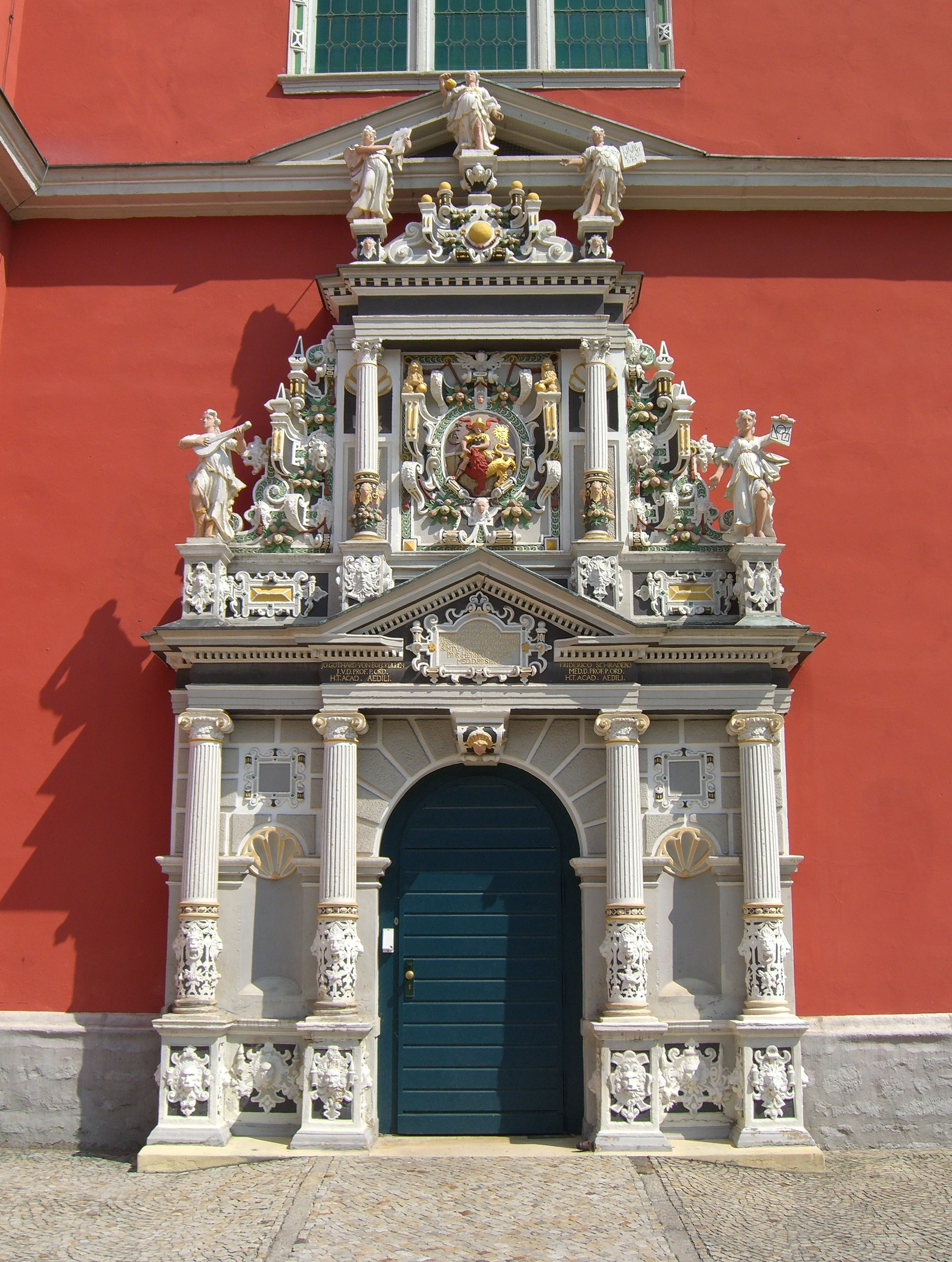
Portalschmuck am Juleum
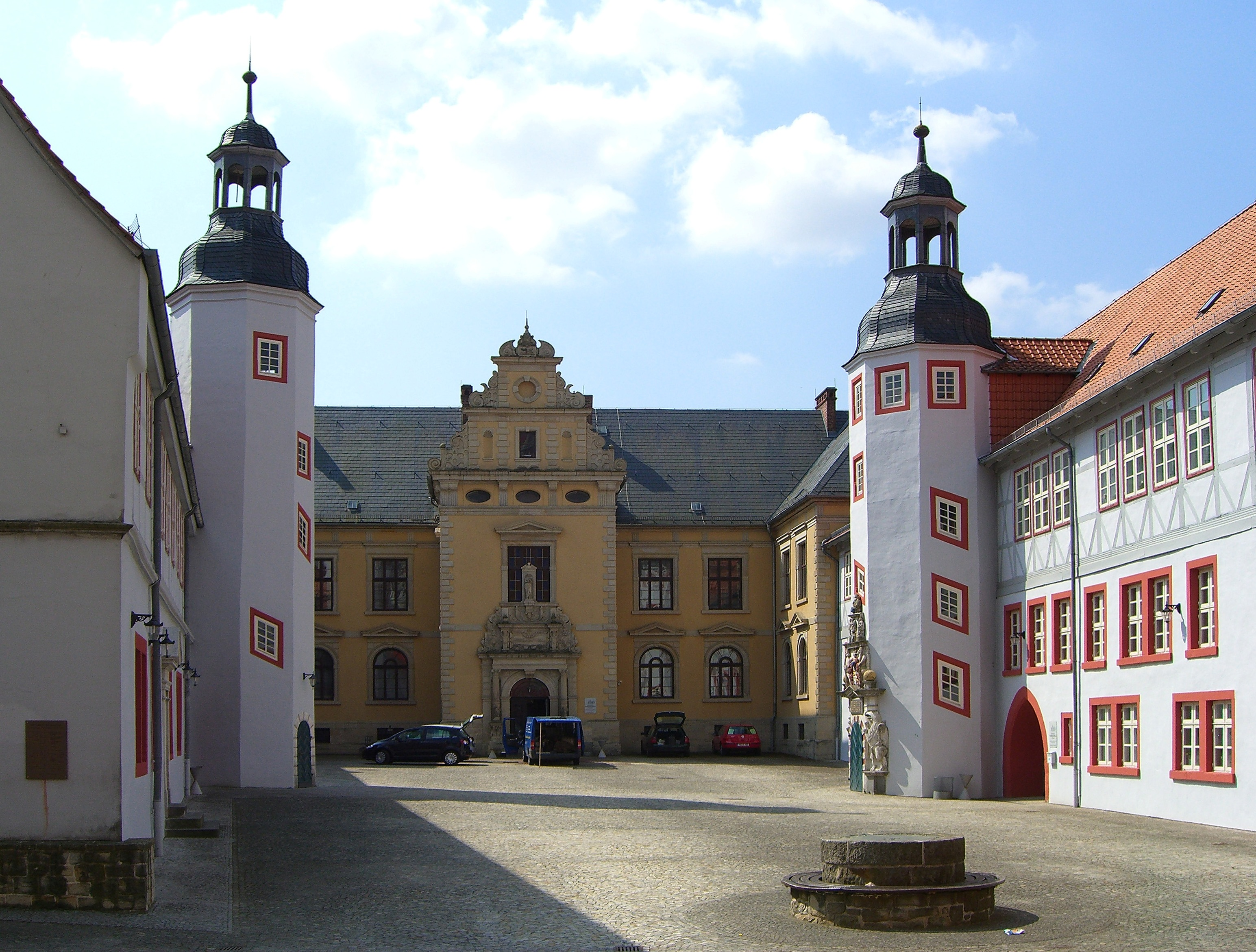
Collegienflügel

## Studentisches Leben
Den Helmstedter Studenten wurde eine ausgeprägte Neigung zu Duellen nachgesagt. Erdmann Uhse nahm 1710 folgende Verse in sein Universal-geographisch-historisches Lexicon auf:
„Wer von Wittenberg kommt mit gesunden Leib /
Von Leipzig und Tübingen ohne Weib /
Von Jena und Helmstädt ungeschlagen /
Der kan von grossem Glücke sagen.“
Dieser Ruf verdankt sich wahrscheinlich der Grabplatte des Studenten Alexander Kock in der St.-Stephani-Kirche (Helmstedt), der am 26. Februar 1584 den bei einem Duell erlittenen Verletzungen erlegen war. Ein Duell mit tödlichem Ausgang aus der Endzeit der Julia Carolina dient als Hintergrund in Wilhelm Raabes Erzählung Die alte Universität (1858) um das historisch verbürgte Treffen der Absolventen der Universität am 29. Mai 1822. Raabe zitiert dort auch das lateinische Erinnerungslied:
„Fato cessit Julia, | Silent professores, | Vacant auditoria, | Sola nos memoria | Vocat auditores.“
(„Dem Schicksal erlag Julia, | still sind die Professoren, | leer stehen die Hörsäle, | einzig die Erinnerung | ruft uns Hörer herauf.“ Melodie: Gaudeamus igitur)

## Ehemalige Universitätsbibliothek Helmstedt
Die Ehemalige Universitätsbibliothek Helmstedt besitzt noch heute einen bedeutenden Buchbestand von rund 35.000 Titeln, vorwiegend aus der Zeit von 1490 bis 1810. Ein weiterer Teil der Bestände befindet sich in der Herzog August Bibliothek in Wolfenbüttel.

## Fakultäten der Universität Helmstedt
Der Lehrbetrieb der Universität gliederte sich in die drei berufsbezogenen Fakultäten: Theologie, Jura und Medizin sowie die grundlegende Fakultät Philosophie mit den Sieben Freien Künsten.
In der Regel lehrten jeweils vier Professoren in der theologischen, juristischen und medizinischen Fakultät. In der philosophischen waren etwa sechs bis acht Hochschullehrer vertreten. In den 234 Jahren ihres Bestehens lehrten insgesamt 279 Professoren in Helmstedt, davon 60 Theologen, 76 Juristen, 46 Mediziner und 97 Philosophen.

### Theologische Fakultät
Johann Lorenz von Mosheim hatte bis 1747 neben weiteren Ämtern eine Professur an der Universität Helmstedt inne und war Abt zu Mariental und Michaelstein. Danach war er maßgeblich an dem Aufbau der Universität Göttingen beteiligt, wo er 1747 Professor und – als erster und einziger Gelehrter in der Geschichte der Universität Göttingen – Kanzler wurde. Mit seiner Arbeit in Göttingen leitet er das Ende der Universität Helmstedt ein.

### Medizinische Fakultät

#### Beginn der Epilepsieforschung
Der Professor für Medizin und Botanik Johann Andreas Stisser (1657–1700) begann hier mit der Erforschung der Epilepsie und der Entwicklung erster Medikamente auf nicht pflanzlicher Basis zu ihrer Therapie, zur selben Zeit wie in England sein Fachkollege Thomas Sydenham und 150 Jahre nach Paracelsus.

#### Botanischer Garten
Johann Andreas Stisser legte 1692 einen Kräuter- und Heilpflanzengarten als „Hortus medicus“ auf eigene Kosten an, da es der Universität an Geld mangelte. Dies war der Anfang des botanischen Gartens der Universität Helmstedt. Lorenz Heister (1683–1758), der 1719 nach Helmstedt berufen worden war, ließ den botanischen Garten, den die Universität von den Erben von Johann Andreas Stisser erworben hatte, verkaufen. Auf einem ca. 3000 m² großen Gelände hinter der St. Walpurgis-Kirche wurde ein neuer Garten angelegt. Brandan Meibom war u. a. während seiner Helmstedter Zeit Direktor des Botanischen Gartens. Der Bestand der damals vorhandenen Pflanzen ist genau erfasst. Mit der Aufhebung der Universität 1810 ging der Bestand an Pflanzen an den (Alten) Botanischen Garten der Universität Göttingen über.

### Juristische Fakultät

#### Fakultätsgeschichte
Der Rechtswissenschaftler Johannes Borcholt war von 1576 bis 1593 der erste Ordinarius der juristischen Fakultät der Universität Helmstedt, als ehemaliger Syndicus hatte er sich auf zivilrechtliche Themen spezialisiert. Er blieb bei jährlicher Besoldung zeitlebens auch Ratgeber der Stadt Rostock und wirkte z. B. auch 1584 in Güstrow am Erbvertrag des Herzogs Ulrich von Mecklenburg mit. Als Prorektor übte er 1577 und 1585/86 die Rechte des Hofpfalzgrafenamts aus, das der Universität als Institution verliehen war. Während seiner Zeit als Ordinarius veröffentlichte er eine Fülle von Publikationen, unter anderen ein Schifffahrtsgutachten für die Stadt Magdeburg, die ersten Anfänge des Binnenschifffahrtsrechts.
Obwohl während des Dreißigjährigen Krieges die in Helmstedt einquartierten Truppen die Universität schützten, kamen 1625/26 die Vorlesungen infolge der Pest, die ein Drittel der Helmstedter Bevölkerung dahinraffte, gänzlich zum Erliegen. Heinrich Wendt, der 1630 zum Sekretär der juristischen Fakultät gewählt wurde, brach sein Studium ab und verließ wie viele andere Studenten die Stadt.

#### Gutachten in Hexenprozessen
Den Prozessen im Heiligen Römischen Reich lag die Halsgerichtsordnung Karls V. zugrunde. Gegenüber der mittelalterlichen Rechtspraxis bedeutete dies einen Fortschritt, da die Anwendung der Folter streng reglementiert war und auf Gottesurteile verzichtet wurde. Der Beweis der Schuld galt nur bei einem Geständnis des Angeklagten als geführt, welches ohne Folter wiederholt werden musste. Allerdings wurde die Gerichtsordnung des katholischen Karl V. in evangelischen Ländern nicht vollständig angenommen. Die Gerichtsordnung sah vor, dass Hexerei mit einer Buße für den tatsächlichen Schaden zu bestrafen sei. In evangelischen Regionen wurde diese Vorschrift verschärft, weil Hexerei einen Bund mit dem Teufel darstelle und somit immer des Todes würdig sei.
In ihren Anfängen kam der juristischen Fakultät der Universität Helmstedt diese Aufgabe zu. Die Universität Rinteln, Universität Rostock („Alma Mater Rostochiensis“) und die Universität Wittenberg („Leucorea“) waren führende gutachterliche Universitäten während der Hexenprozesse. Die Spruchpraxis an den allgemeinen deutschen juristischen Fakultäten war recht unterschiedlich. Die juristischen Fakultäten der Universität Helmstedt und Rinteln galten als Hardliner in Sachen Hexenverfolgung.
Auf Anforderung der Verwaltungen hat die Juristische Fakultät eine Vielzahl von Gutachten erstattet. Sehr anschaulich werden der Verfahrensablauf und die Gutachten der Universität Helmstedt in dem Verfahren gegen Catharina Ranzebach, auch die „Martensche“ genannt, das 1656 im braunschweigischen Amt Schöningen geführt wurde.

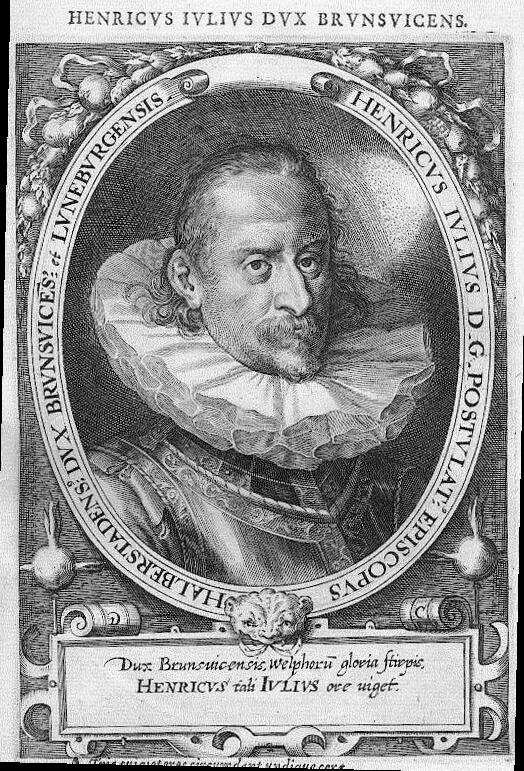
Herzog Heinrich Julius, genannt „der Hexenbrenner“, 1. Rektor der Universität
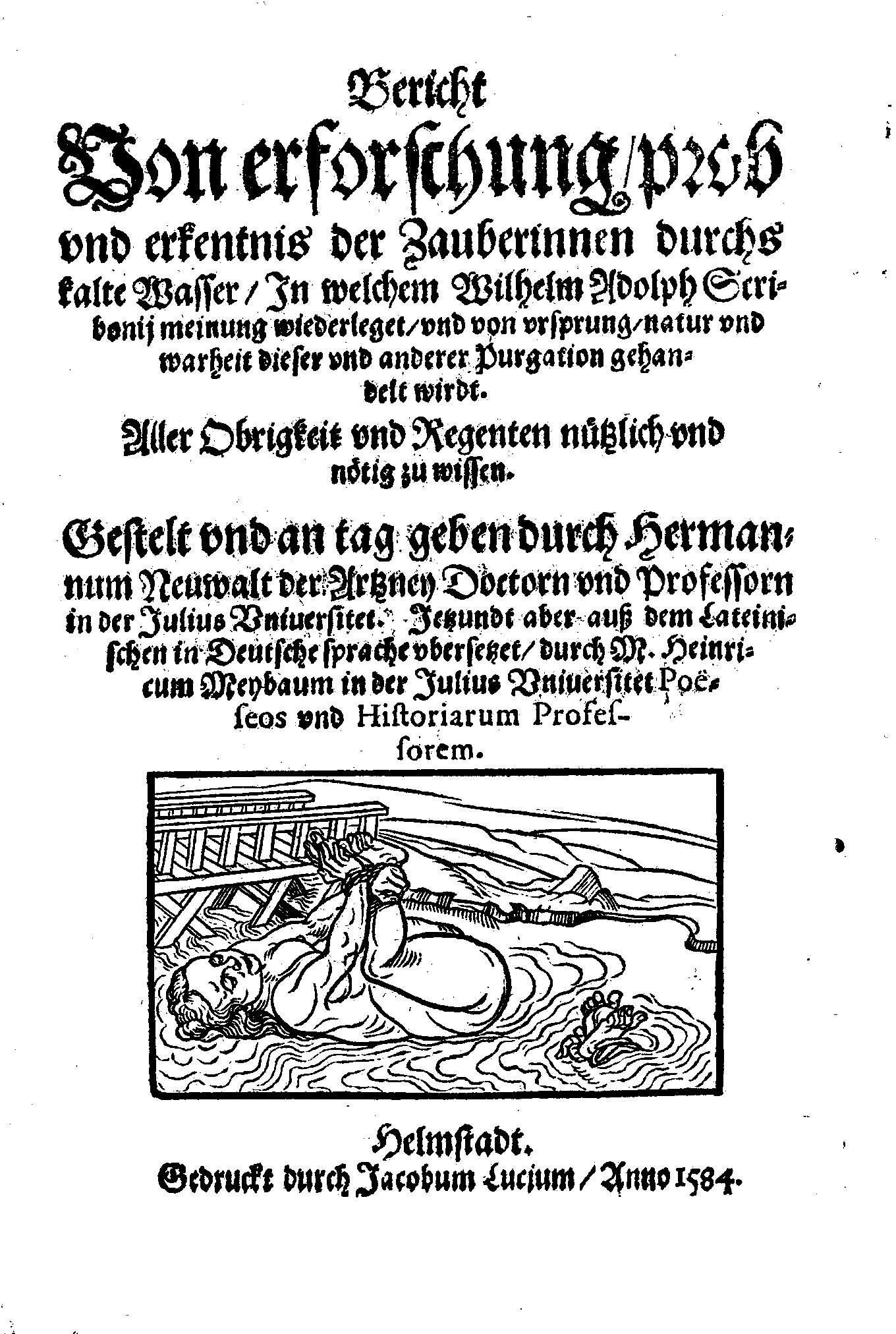
Hermann Neuwalt, Medizinprofessor in Helmstedt, 1584, Die Wasserprobe an Hexen
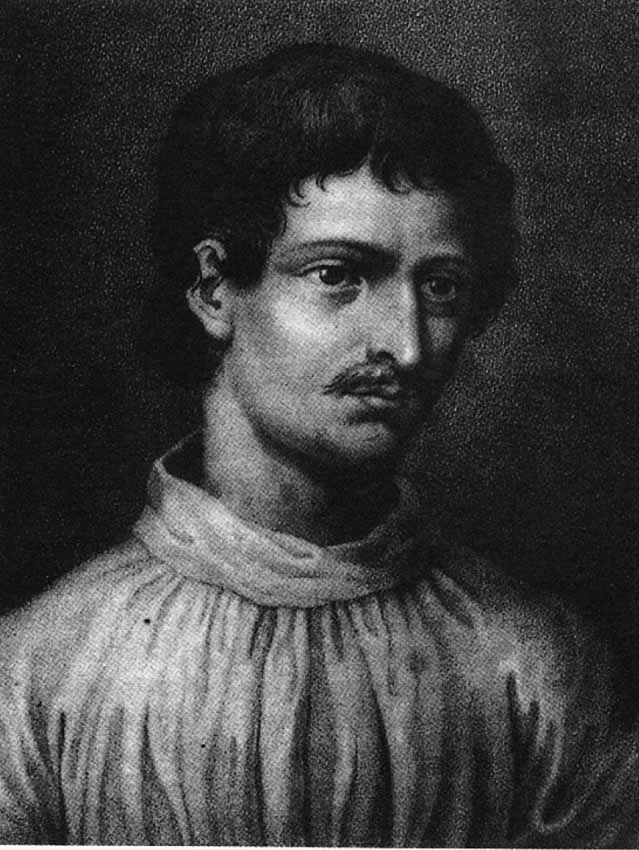
Giordano Bruno, Professor in Helmstedt (1588–1590), 1600 als Ketzer in Rom verbrannt
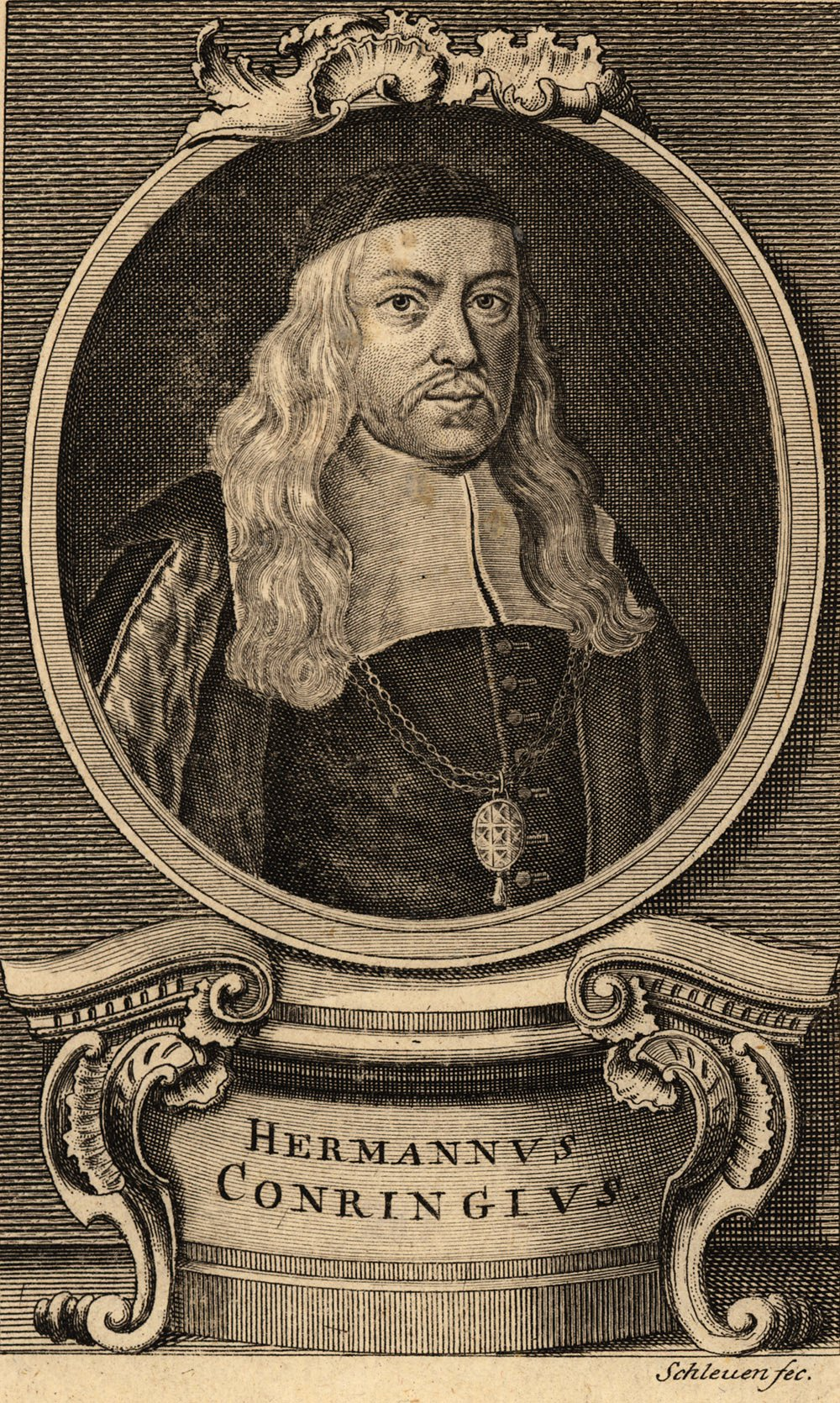
Hermann Conring (1606–1681), der Begründer der deutschen Rechtswissenschaften

## Ausstellung
- „Das Athen der Welfen – Die Reformuniversität Helmstedt 1576–1810“, Sonderausstellung in der Bibliotheca Augusta, Wolfenbüttel, vom 7. Februar bis 29. August 2010.[26]